# Kasganj
Kasganj è una suddivisione dell'India, classificata come municipal board, di 92.485 abitanti, capoluogo del distretto di Kanshiram Nagar, nello stato federato dell'Uttar Pradesh. In base al numero di abitanti la città rientra nella classe II (da 50.000 a 99.999 persone). In precedenza faceva parte del distretto di Etah.

## Geografia fisica
La città è situata a 27° 49' 0 N e 78° 39' 0 E e ha un'altitudine di 176 m s.l.m..

## Società

### Evoluzione demografica
Al censimento del 2001 la popolazione di Kasganj assommava a 92.485 persone, delle quali 49.066 maschi e 43.419 femmine. I bambini di età inferiore o uguale ai sei anni assommavano a 13.941, dei quali 7.311 maschi e 6.630 femmine. Infine, coloro che erano in grado di saper almeno leggere e scrivere erano 56.561, dei quali 32.776 maschi e 23.785 femmine.